# Купрум(II) оксид
Окси́д мі́ді (Купрум(ІІ) оксид) — бінарна неорганічна сполука з хімічною формулою CuO, амфотерний оксид двовалентного міді. Кристали чорного кольору, які у звичайних умовах досить стійкі, практично нерозчинні у воді. У природі зустрічається у вигляді мінералу тенориту (мелаконіту) чорного кольору.
Кристалічна ґратка оксиду купруму належить до типу моноклінних ґраток, з симетрією групи C2h і параметрами: a = 4.6837(5), b = 3.4226(5), c = 5.1288(6), α = 90, β = 99.54 (1), γ = 90. Атом міді оточений чотирма атомами кисню і має перекручену плоску конфігурацію.

## Поширення у природі

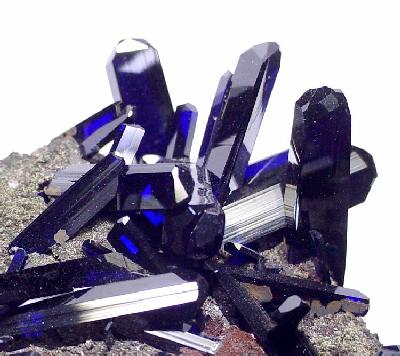
Мінерал азурит

Оксид міді є достатньо розповсюдженою копалиною. Він зустрічається як у вільному стані, так і в складі інших сполук, наприклад, карбонатів або гідроксидів міді. Найважливішими мінералами, що містять оксид міді(II), є азурит (69,24% CuO), хризокола (45,2%), малахіт.

## Отримання
Отримати оксид міді(II) можна спаленням металевої міді у надлишку кисню (при його нестачі утворюється оксид Cu2O):
{\displaystyle \mathrm {2Cu+O_{2}{\xrightarrow {400-500^{o}C}}2CuO} }
Також він утворюється в результаті термічного розкладання кисневмісних сполук міді(II), наприклад, гідроксиду, нітрату або карбонату:
{\displaystyle \mathrm {Cu(OH)_{2}{\xrightarrow {40-80^{o}C}}CuO+H_{2}O} }
{\displaystyle \mathrm {2Cu(NO_{3})_{2}{\xrightarrow {>170^{o}C}}2CuO+4NO_{2}+O_{2}} }
{\displaystyle \mathrm {CuCO_{3}{\xrightarrow {180-200^{o}C}}CuO+CO_{2}} }
Оксид утворюється при взаємодії міді з концентрованою сульфатною кислотою (холодною):
{\displaystyle \mathrm {Cu+H_{2}SO_{4}(conc.){\xrightarrow {}}CuO+SO_{2}+H_{2}O} }

## Хімічні властивості
При нагріванні до 1100 °C розкладається з утворенням оксиду міді(I):
{\displaystyle \mathrm {4CuO{\xrightarrow {1026-1100^{o}C}}2Cu_{2}O+O_{2}} }
Оксид купруму(II) не взаємодіє з водою. Реагує з розведеними кислотами з утворенням відповідних солей міді(II) і води:
{\displaystyle \mathrm {CuO+2HNO_{3}\xrightarrow {} Cu(NO_{3})_{2}+H_{2}O} }
Проявляючи амфотерні властивості, при сплавленні він сполучається з осно́вними оксидами із утворенням купратів:
{\displaystyle \mathrm {CuO+Na_{2}O{\xrightarrow {800-1000^{o}C}}Na_{2}CuO_{2}} }
Із розведеними лугами оксид міді не вступає в реакцію, однак взаємодіє із концентрованими. Результуючі сполуки є комплексами, в яких атом міді координує 4 ліганди:
{\displaystyle \mathrm {CuO+2NaOH+H_{2}O{\xrightarrow {boiling}}Na_{2}[Cu(OH)_{4}]} }
Оксид повільно взаємодіє із концентрованим розчином амоніаку з утворенням густо-синього розчину:
{\displaystyle \mathrm {CuO+NH_{4}OH{\xrightarrow {}}[Cu(NH_{3})_{4}](OH)_{2}+3H_{2}O} }
Оксид міді(II) може бути відновлений до металевої міді за допомогою монооксиду вуглецю, водню або активних металів:
{\displaystyle \mathrm {CuO+H_{2}{\xrightarrow {150-250^{o}C}}Cu+H_{2}O} }
{\displaystyle \mathrm {CuO+CO{\xrightarrow {250-450^{o}C}}Cu+CO_{2}} }
{\displaystyle \mathrm {3CuO+2Al{\xrightarrow {1000-1100^{o}C}}Cu+Al_{2}O_{3}} }

## Застосування
CuO використовують при виробництві сульфату міді, скла і емалей для надання їм зеленого та синього забарвлення. Крім того, оксид міді застосовують у виробництві мідно-рубінового скла.
У лабораторіях застосовують для виявлення відновних властивостей речовин. Речовина відновлює оксид до металевої міді, при цьому колір стає рожевим.